# Villanueva del Fresno
Villanueva del Fresno là một đô thị trong tỉnh Badajoz, Extremadura, Tây Ban Nha.
38°23′B 07°10′T / 38,383°B 7,167°T